# فریاد (فیلم ۲۰۱۰)
فریاد 
(به تلوگویی: Vedam) فیلمی محصول سال ۲۰۱۰ و به کارگردانی کریش است. در این فیلم بازیگرانی همچون آلو آرجون، آنوشکا شتی، مانچو مانوج، مانوج باجپایی، سارانیا پونوانان، ناگایا، دکشا ست، لکها واشینگتن و باراماندام ایفای نقش کرده‌اند.